# Brits-Amerika
Brits-Amerika is het koloniale gebied van het Koninkrijk Engeland en later het Britse Rijk in continentaal Noord-Amerika tijdens de 17e en 18e eeuw. Officieel heetten de Britse kolonies in Noord-Amerika Brits-Amerika en Brits West-Indië tot in 1783, waarna de Britten de soevereiniteit van de Verenigde Staten van Amerika erkenden. Daarna werd Brits Noord-Amerika gebruikt om het Brits territorium in continentaal Noord-Amerika te omschrijven. De term Brits Noord-Amerika werd voor het eerst informeel gehanteerd in 1783, maar het was vrij ongewoon voor het Rapport betreffende de Aangelegenheden van Brits Noord-Amerika (1839) (ook wel Durham Report).
Brits-Amerika kreeg een steeds toenemende invloed op nieuwe en grotere gebieden na de Vrede van Parijs van 1763. Dit verdrag bracht een einde aan de Britse betrokkenheid in de Zevenjarige Oorlog. Aan het begin van de Amerikaanse Onafhankelijkheidsoorlog in 1775 beschikte het Britse Rijk over twintig kolonies ten noorden en ten oosten van Nieuw-Spanje. Oost-Florida en West-Florida werden overgedragen aan Spanje tijdens de Vrede van Parijs van 1783. Dit maakte een einde aan de Amerikaanse Onafhankelijkheidsoorlog. Vervolgens werden deze zelfde gebieden in 1819 door Spanje overgedragen aan de Verenigde Staten. Met uitzondering van Brits West-Indië werden alle overige kolonies van Brits Noord-Amerika verenigd van 1867 tot 1873 ter vorming van het Dominion van Canada. Het Dominion van Newfoundland voegde zich bij Canada in 1949.

## Lijst van kolonies
De Dertien koloniën die Brits-Amerika uitmaakten:
Kolonies in Nieuw-Engeland
- Provincie Massachusetts Bay
- Provincie New Hampshire
- Colony of Rhode Island and Providence Plantations
- Connecticut Colony

Middenkolonies
- Province of New York
- Province of New Jersey
- Province of Pennsylvania
- Delaware Colony

Zuiderkolonies(Virginia en Maryland samen kunnen ook vallen onder de naam Chesapeake Colonies)
- Province of Maryland
- Colony of Virginia
- Province of North Carolina
- Province of South Carolina
- Province of Georgia

De kolonies die onder Britse overheersing bleven na 1783:
Brits Noord-Amerika
- Province of Nova Scotia
- Colony of Newfoundland (Labrador hechtte zich aan Newfoundland in 1763)
- Colony of Avalon
- Province of Quebec
- Prins Edwardeiland
- Rupertland

Onderverdelingen van de Kolonie van de Benedenwindse Eilanden
- Saint Christopher
- Antigua
- Barbuda
- Britse Maagdeneilanden
- Montserrat
- Nevis
- Anguilla

Jamaica
- Jamaica
- Nederzetting van Belize in de Baai van Honduras
- Mosquito Coast
- Bay Islands
- Kaaimaneilanden

Andere bezittingen in Brits-West-Indië
- Kolonie van de Bahama's
- Colony of Bermuda
- Barbados
- Grenada
- Saint Vincent (gescheiden van Grenada in 1776)
- Tobago (gescheiden van Grenada in 1768)
- Dominica (gescheiden van Grenada in 1770)

Andere Britse kolonies die uiteindelijk deel gingen uitmaken van de Verenigde Staten van Amerika die overgedragen werden door de Britten aan Spanje in 1783:
- Provincie Oost-Florida
- Provincie West-Florida

De Britse monarch beschikte nog over bijkomende gebieden die als direct territoriaal en koninklijk bezit fungeerden. Het waren voornamelijk weinig gekoloniseerde territoria:
- Indianenreservaten die het gebied geheel of gedeeltelijk innamen:
  - Northwest Territory
  - Kentucky
  - Tennessee
  - Alabama
  - Mississippi
  - De noordelijke kustgebieden van de Grote Meren
  - Afgelegen gebieden van het noorden van Quebec dat nog niet bij Rupertland werd gevoegd.